# SPAD S.XI
SPAD S.XI hay SPAD 11 là một loại máy bay trinh sát/tiêm kích hai tầng cánh của Pháp trong Chiến tranh thế giới I.

## Quốc gia sử dụng
Bỉ
- Không quân Bỉ

 Pháp
 Nhật Bản
 Italy
- Regia Aeronautica

 Nga /  Liên Xô
- Không quân Đế quốc Nga
- Không quân Liên Xô - Sau chiến tranh.

 Uruguay
 Hoa Kỳ
- Lực lượng Viễn chinh Hoa Kỳ

## Tính năng kỹ chiến thuật (SPAD S.XI A2)

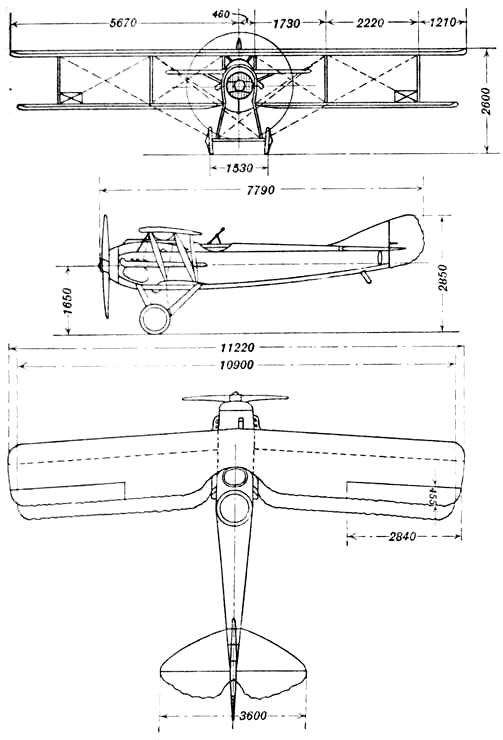
SPAD S.XI

Dữ liệu lấy từ The Complete Book of Fighters
Đặc tính tổng quan
- Kíp lái: 2
- Chiều dài: 7,84 m (25 ft 9 in)
- Sải cánh: 11,21 m (36 ft 9 in)
- Chiều cao: 2,80 m (9 ft 2 in)
- Diện tích cánh: 30,00 m2 (322,9 foot vuông)
- Trọng lượng rỗng: 679 kg (1.497 lb)
- Trọng lượng có tải: 1.035 kg (2.282 lb)
- Động cơ: 1 × Hispano-Suiza 8Bc kiểu động cơ V-8 làm mát bằng nước, 160 kW (220 hp)

Hiệu suất bay
- Vận tốc cực đại: 180 km/h (112 mph; 97 kn)
- Thời gian bay: 2,25 h
- Trần bay: 7.000 m (22.966 ft) [2]
- Thời gian lên độ cao: 3.000 m (9.850 ft) trong 12,6 phút

Vũ khí trang bị

- Súng: 1× Súng máy Vickers và 1× Súng máy Lewis[3]